# Ärjätsaari
Ärjätsaari är en ö i Finland. Den ligger i sjön Kuolimo och i kommunen Savitaipale i den ekonomiska regionen  Villmanstrand  och landskapet Södra Karelen, i den södra delen av landet, 180 km nordost om huvudstaden Helsingfors. Öns area är 2,4 hektar och dess största längd är 270 meter i nord-sydlig riktning.